# Лип (притока Чепци)
Лип (рос. Лип) — річка в Росії, права притока Чепца. Протікає територією Кезького району Удмуртії.
Починається на південь від колишнього присілка Ярки. Перші 2 км річка тече на схід, де біля кордону з Пермським краєм повертає на південь, потім на південний захід до колишнього присілка Гладко, де створено став. Після нього річка тече на захід, а після прийому праворуч річки Пудошур повертає на південний захід. Біля села Кабалуд знову тече у західному напрямку. Після прийому праворуч річки Костим остаточно повертає на південний захід і так тече до самого кінця, маючи невеликі меандри та луки. Впадає до Чепци за 1 км навпроти колишнього присілка Горд'яр. Майже вся течія річки проходить через лісові масиви тайги. Нижня течія заболочена, на лівому березі для осушення була створена дренажна система каналів.
Річка доволі повноводна і приймає багато приток. Найбільшими правими притоками є Пудошур, Костим, Юс, Кездурка, Медьма. Лівих приток більше, найбільші з них Гранка, Кузьма, Крет, Гиркошур, Старі Сірі, Орел.
На річці розташовані такі населені пункти Кезького району — Гладко, Кабалуд, Кез, Сосновий Бор, Кездур, Верхній Пінькай та Нижній Пінькай.